# والنکی

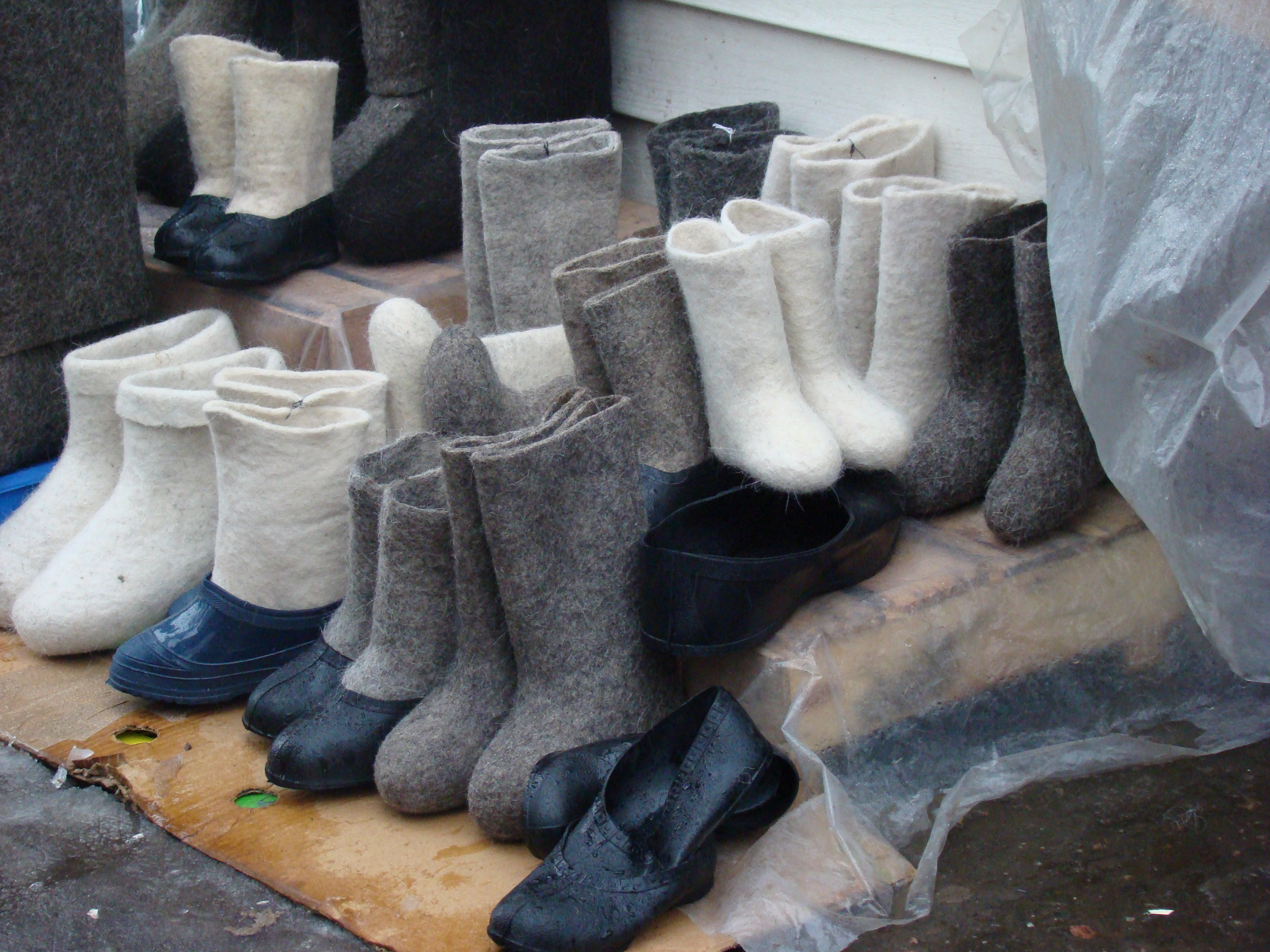
والنکی روسی

والنکی (روسی: ва́ленки) پوتین سنتی روسی است از جنس پشم گوسفند به صورت نمد.
خیلی گرم است، اما ضدآب نیست، برای همین زیرش را با چرم یا روپوش پلاستیکی می‌پوشانند. اوایل قرن بیستم از مد افتاد و پوشیدنش یادآور فقر بود، اما در سال‌های اخیر دوباره مد شده. قدیم‌ها دست دوز درست می‌کردند، اما امروزه صنعتی شده و رنگ و طرح‌های متنوعی پیدا کرده.
والِنکی یکی از سوغاتی‌های روسیه است که همه جا، از کنار جاده‌ها گرفته تا مراکز خرید لوکس، به فروش می‌رسد.

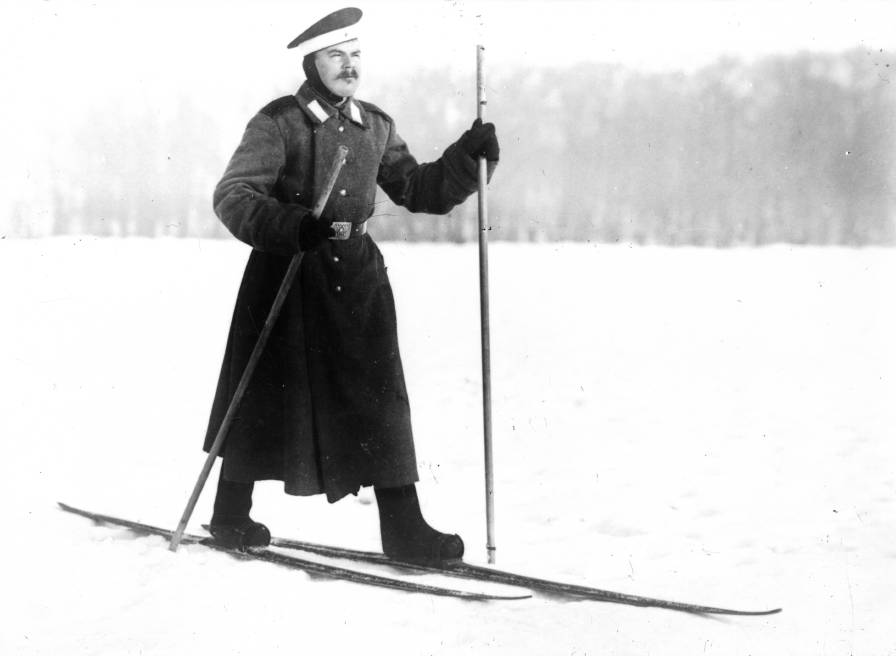
سرباز روسی سوار بر اسکی با چکمه‌های والنکی